# كيمياء عضوية فلزية حيوية
الكيمياء العضوية الفلزية الحيوية (بالإنجليزية: Bioorganometallic chemistry)‏ هي دراسة نشاط الجزيئات الحيوية التي تحتوي على الكربون المتصل مباشرة بالمعادن أو أشباه الفلزات. هذا العلم موجود في نطاق الكيمياء العضوية الفلزية وَالكيمياء الحيوية وَالطب. ويتفرع منه الكيمياء غير العضوية الحيوية. طبيعياً حدوث هذه الجزيئات يتضمن الأنزيمات والبروتينات المستشعرة. وأيضا من خلال هذا المجال تم تطوير أدوية جديدة وتصور منتجات لها علاقة بمبادئ علم السموم أو المركبات العضوية الفلزية.

## الحدوث الطبيعي للجزيئات العضوية الفلزية الحيوية
فيتامين ب 12 هو أبرز الجزيئات العضوية الفلزية الحيوية. ب 12 هو مختزل لمجموعة من الأنزيمات لها علاقة بكثير من التفاعلات التي فيها تكوين وكسر روابط بين C-C (كربون - كربون)
وC-H (كربون - هيدروجين)
الكثير من الأنزيمات العضوية الفلزية الحيوية تحمل تفاعلات، حيث يحفز تفاعل الغاز المائي بحيث يساهم الكربون أحادي الأوكسجين في العمليات الحيوية في تحضير أسيتيل مرافق الإنزيم-أ.
الخطوة الأخيرة يدخل فيها معادن مثل نيكل-حديد في تصنيع أسيتيل مرافق الإنزيم-أ (يُدعى اختصاراً ASC). غالباً ما يحدث الكربون أحادي الأكسجين وأسيتيل مرافق الإنزيم-أ معاً في المعقدات الرباعية. الكربون أحادي الأوكسجين ينتقل عن طريق قناة ومجموعة الميثيل تؤخذ من مركب الكوبالامين.
المركب المحفز للتفاعل العكسي أو الهيدروجينيسس هو مركب عضوي فلزي حيوي له مناطق تفاعل حساسة تحتوي على معادن من نيكل وحديد كمجمعات وظيفية، أيضا الكربون أحادي الأكسجين هو فقط ليجند أو مربوط متفرج. الهيدروجينيسيس للحديد لديه(Fe2(μ-SR)2(μ-CO)(CO)2(CN)2) كموقع فعال للربط متصل ب (4fe4s) على شكل كتلة متصلة عن رابطة ثيوليت. المنطقة الفعالة ل NiFe هي أنزيم الهيدروجين الفعال يمكن ان توصف بNC)2(OC)Fe(μ-SR)2Ni(SR)2 حيث SRهو حمض أميني. FeS أنزيم الهيدروجيناز الحر لديه جانب فعال غير معروف يحتوي على مركز يتكون من Fe(CO)2.
الميثانوجين هو التحضير أو العمليات الحيوية التي تتم بها صناعة الميثان، تعتبر كخطوة أخيرة، قص رابطة النيكل-ميثل بعامل مساعد F340.

## البروتينات المستشعرة
بعض  ال NiFe- تحتوي على بروتينات موجودة لتستشعر ال H2 ووبهذا تنظم عملية النسخ.
النحاس- يحتوي على بروتينات موجودة لتستشعر الإيثيلين، حيث تعتبر كهرمون له علاقة بانضاج الفاكهة. وهذا مثال يوضح كيفية عمل الكيمياء العضوية الفلزية في الطبيعة، مثل بعض معقدات العناصر الانتقالية منخفضة التكافئ تربط الالكينات عكسيا. حلقة البروبين تثبط الإنضاج عن طريق الربط بمركز ذرة النحاس.

## العضوية الفلزية في الطب
كثير من المركبات العضوية الفلزية ما زالت تحت الدراسة وهي مرشحة للاستخدام في عدة علاجات، كما أنَّ كثير من الأعمال قد جاء بنتيجة استخدام السيسبلاتين في العلاج الكيماوي.
(c5H5) 2TiCl2 استخدم كعلاج ضد نشاط مرض السرطان، هذا بالإضافة إلى اعتبار مركب تيتانوسين Y مرشح كدواء لعلاج مرض السرطان.
Arene-وcyclopentadienyl كمعقدات هي خاملة حركيا أو فيزيائيا وأٌخذت كمنصة لصناعة ادوية مشعة.

## الكيمياء العضوية الفلزية الحيوية وعلم السموم
خلال حقل الكيمياء العضوية الفلزية الحيوية نستطيع دراسة مصير المركبات العضوية الفلزية. مركب رباعي إيثيل الرصاص قد جلب انتباه كبير على اعتبار أن له مُشتقات مثل "methylcyclopentadienyl manganese tricarbonyl". وأيضاً ميثيل الزئبق ولكن هذا المركب حالة نادرة، وهذا الكاتيون ينتج عن طريق تفاعل فيتامين ب 12 مع أنزيمات ذات صلة بالزئبق.

## اقرأ أيضاً
- فلزنة
- كيمياء عضوية فلزية